# Кадлубський потік
Кадлубський потік (словац. Kadlubský potok) — річка в Словаччині, притока Пихнянки, протікає в окрузі Снина.
Довжина приблизно 5.5-6.4 км. Витік знаходиться в масиві Низькі Бескиди  на висоті близько 430-435 метрів. Протікає територією села Пихні.
Впадає в Пихнянку на висоті приблизно 250-255 метрів.